# William Heath
William Heath (2 de marzo de 1737 - 24 de enero de 1814) fue un granjero, soldado y líder político estadounidense de Massachusetts que se desempeñó como general importante en el Ejército Continental durante la Guerra de Independencia de los Estados Unidos.
Heath hizo su hogar durante toda su vida en la granja de su familia en Roxbury (actual Jamaica Plain, parte de la ciudad de Boston). Nació en una granja que había sido colonizada en 1636 por sus antepasados. Se hizo activo en la milicia, y era un capitán de la Compañía de Roxbury del regimiento de la milicia del condado de Suffolk en 1760. En 1770 era el coronel del regimiento y su comandante.
En 1765 fue elegido como miembro de la Antigua y Honorable Compañía de Artillería de Massachusetts y fue elegido como teniente de la Compañía en 1768 y como su capitán en 1770.
En diciembre de 1774, el gobierno revolucionario de Massachusetts lo comisionó como general de brigada. Él comandó las fuerzas de Massachusetts durante la última etapa de la batallas de Lexington y Concord en abril de 1775. Cuando comenzó el asedio de Boston, Heath se dedicó a entrenar a la milicia involucrada en el asedio. En junio de ese año, Massachusetts lo nombró Mayor general en las tropas del estado, y el Congreso Continental lo comisionó como general de brigada en el recién formado Ejército Continental.
En 1776 Heath participó en la defensa de la ciudad de Nueva York, y fue uno de los que instó al general Washington a no abandonar la ciudad. Vio acción en Long Island, Harlem Heights y White Plains. En agosto de 1776 fue ascendido a general de división en el Ejército Continental, pero Washington tenía dudas sobre las habilidades de Heath y lo envió allí donde no se esperaba ninguna acción. En noviembre fue puesto al mando de las fuerzas en Hudson River Highlands. En enero de 1777, Washington instruyó a Heath para atacar Fort Independence en Nueva York en apoyo de las acciones de Washington en Trenton y Princeton, pero el ataque de Heath fue fallido y sus tropas fueron derrotadas. Fue censurado por Washington y, a partir de entonces, nunca recibió el mando de las tropas en combate.
El general Heath fue puesto a cargo del Ejército de la Convención de las tropas rendidas de John Burgoyne después de la batalla de Saratoga. En 1780 regreso para comandar las fortificaciones de West Point en el Departamento de las Tierras Altas después de la traición de Benedict Arnold.
Heath figuraba como un miembro original de la Sociedad de Massachusetts de Cincinnati .
Después de la guerra, Heath fue miembro de la Convención de Massachusetts que ratificó la Constitución de los Estados Unidos en 1788. Sirvió en el Senado estatal 1791-1792 y como juez de la corte testamentaria. En 1806 fue elegido Teniente Gobernador de Massachusetts, pero rechazó el puesto.
Murió en su casa en Roxbury el 24 de enero de 1814, y fue enterrado cerca en Forest Hills Cemetery. La ciudad de Heath recibe su nombre en su honor.